# Diatrichalus absonus
Diatrichalus absonus – gatunek chrząszcza z rodziny karmazynkowatych i podrodziny Lycinae.
Gatunek ten opisany został w 1926 roku przez Richarda Kleine jako Trichalus absonus. Do rodzaju Diatrichalus przeniesiony został w 2000 roku Ladislava Bocáka.
Chrząszcz o ciele długości od 6,55 do 8,15 mm. Ubarwienie czarne z żółtymi krętarzami, przedtułowiem, śródtułowiem i tylko barkową częścią pokryw. Odległość między oczami równa 1,43 ich średnicy, a długość pokryw wynosi 3,5 ich szerokości.
Gatunek orientalny, endemiczny dla Filipin, znany tylko z wysp Panay i Masbate.